# Liste des présidents du Clube de Regatas do Flamengo
Cet article présente la liste des présidents successifs du Clube de Regatas do Flamengo, de sa création en 1895 jusqu'à 2012.
De 1895 à 1932 les mandats duraient un an, de 1933 à 1956 deux ans, de 1957 à 1968 trois ans, de 1969 a 2000 de nouveau deux ans avant de revenir à partir de 2001 à des mandats de trois ans. Marcio Braga totalise le plus grand nombre de présidences du club avec 6 mandats en 14 ans.

## XIXesiècle
| Dates     | Président                     | Fait(s) marquant(s) |
| --------- | ----------------------------- | ------------------- |
| 1895-1987 | Domingos Marques de Azevedo   |                     |
| 1898      | Augusto Lopes da Silveira     |                     |
| 1899      | Júlio Gonçalves de A. Furtado |                     |
| 1900      | Antônio Ferreira Viana Filho  | Démission           |
| 1900      | Jacintho Pinto de Lima Júnior |                     |

## XXesiècle
| Dates     | Président                               | Fait(s) marquant(s) |
| --------- | --------------------------------------- | --- |
| 1901      | Fidelcino da Silva Leitão               | |
| 1902      | Virgílio Leite de Oliveira e Silva      | |
| 1903      | Arthur John Lawrence Gibbons            | |
| 1904      | Mário Espínola                          | Démission |
| 1905      | José Agostinho Pereira da Cunha         | |
| 1905      | Manuel Alves de Cruz Rios               | Coprésidence avec José Agostinho Pereira da Cunha                                                                                               |
| 1906      | Francis Hamilton Wálter                 | |
| 1907-1911 | Virgílio Leite de Oliveira e Silva      | |
| 1912      | Edmundo de Azurém Furtado               | |
| 1913      | Virgílio Leite de Oliveira e Silva      | Démission |
| 1913      | José Pimenta de Melo Filho              | |
| 1914      | Edmundo de Azurém Furtado               | |
| 1915      | Virgílio Leite de Oliveira e Silva      | Démission |
| 1915      | Edmundo de Azurém Furtado               | |
| 1916      | Raul Ferreira Serpa                     | |
| 1917      | Carlos Leclerc Castelo Branco           | |
| 1918-1920 | Alberto Burle Figueiredo                | |
| 1921      | Faustino Esposel                        | |
| 1922      | Alberto Burle Figueiredo                | |
| 1923-1924 | Júlio Benedito Otoni                    | Démission |
| 1924-1927 | Faustino Esposel                        | Démission |
| 1927      | Alberto Borgerth                        | |
| 1927      | Nillor Rollin Pinheiro                  | |
| 1928-1929 | Osvaldo dos Santos Jacinto              | Démission |
| 1929      | Carlos Eduardo Façanha Mamede           | |
| 1930      | Alfredo Dolabella Portela               | Démission |
| 1930      | Manuel Joaquim de Almeida               | Démission |
| 1931      | Carlos Eduardo Façanha Mamede           | Démission |
| 1931      | Rubens de Campos Farrula                | |
| 1931      | José de Oliveira Santos                 | |
| 1932      | Artur Lobo da Silva                     | |
| 1933      | José de Oliveira Santos                 | |
| 1933      | Pascoal Segreto Sobrinho                | Démission |
| 1933-1938 | Pascoal Segreto Sobrinho                | Démission |
| 1938      | Raul Dias Gonçalves                     | |
| 1939-1942 | Gustavo Adolfo de Carvalho              | |
| 1943-1944 | Dario de Melo Pinto                     | |
| 1945-1946 | Marino Machado de Oliveira              | Démission |
| 1946      | Hilton Gonçalves dos Santos             | |
| 1947-1948 | Orsini de Araújo Coriolano              | |
| 1949-1950 | Dario de Melo Pinto                     | |
| 1951-1955 | Gilberto Ferreira Cardoso               | Décédé au cours de son mandat à cause d'un arrêt cardiaque lors de la victoire de la section de basket-ball dans les dernières secondes de jeu. |
| 1955      | Antenor Coelho                          | |
| 1956-1957 | José Alves Morais                       | |
| 1958-1959 | Hilton Gonçalves dos Santos             | |
| 1960      | George da Silva Fernandes               | Démission |
| 1961      | Oswaldo Gudolle Aranha                  | |
| 1962-1965 | Fadel Fadel                             | |
| 1966-1968 | Luís Roberto Veiga Brito                | |
| 1969-1970 | André Gustavo Richer                    | |
| 1971      | Luís Roberto Veiga Brito                | |
| 1972-1973 | André Gustavo Richer                    | |
| 1974-1976 | Hélio Maurício Rodrigues de Souza Braga | |
| 1977-1980 | Marcio Braga                            | |
| 1981-1983 | Antonio Augusto Dunshee de Abranches    | Démission |
| 1983      | Eduardo Fernando de M. Mota             | |
| 1984-1986 | George Helal                            | |
| 1987-1988 | Marcio Braga                            | |
| 1989-1990 | Gilberto Cardoso Filho                  | |
| 1991-1992 | Marcio Braga                            | |
| 1993-1994 | Luís Augusto Veloso                     | |
| 1995-1998 | Kléber Leite                            | |
| 1999-2000 | Edmundo dos Santos Silva                | |

## XXIesiècle
| Dates     | Président                 | Fait(s) marquant(s)       |
| --------- | ------------------------- | ------------------------- |
| 2001-2002 | Edmundo dos Santos Silva  | Impeachment               |
| 2002      | Gilberto Cardoso Filho    | Intérim                   |
| 2002-2003 | Hélio Paulo Ferraz        |                           |
| 2004-2009 | Marcio Braga              |                           |
| 2009      | Delair Dumbrosck          | Intérim                   |
| 2010-2012 | Patrícia Amorim           | Première femme présidente |
| 2013-     | Eduardo Bandeira de Mello |                           |